# Puente de los Tres Árboles
El puente de los Tres Árboles es un viaducto ubicado en la ciudad de Zamora (Castilla y León, España) para posibilitar el paso sobre el río Duero dando servicio a la N-630 (carretera nacional de la Ruta de la Plata).

## Historia
En la primera década del siglo XXI es uno de los cinco viaductos urbanos de que dispone la ciudad de Zamora y uno de los tres destinados principalmente al tráfico rodado. Cuenta con dos carriles por sentido y conecta la avenida de Cardenal Cisneros con el extremo oriental y sur de los barrios de la margen izquierda del río Duero. Desde su construcción se convirtió en el principal paso de entrada a la ciudad para los vehículos que acceden a ella desde el sur de la provincia. Además, sobre él se ubica la N-630 o carretera nacional de la Ruta de la Plata, el principal eje vertebrador del sur de la provincia de Zamora, a la que también enlaza la CL-605 o carretera de Zamora a Segovia que estructura el sureste de la provincia. El tablero del puente se completa con dos aceras perimetrales.
Su origen se fundamenta en el crecimiento de la ciudad de Zamora que finalmente forzó a que en 1989 se prolongara la travesía del Cardenal Cisneros con este nuevo puente sobre el Duero y la conexión de ambos con una autovía de circunvalación de nueva creación. Con el paso de los años el nuevo puente dejó de ser una autovía para transformarse en una vía más de las existentes en la ciudad, es decir, una más de sus calles.
La Confederación Hidrográfica del Duero situó bajo este puente una de sus estaciones de medición de caudal del Duero, siendo esta la que da cuenta del nivel de aguas del río a su paso por la capital zamorana.

## Características
Sus principales características son:
- Tipología estructural: viga continua de 3 vanos de canto variable en el tramo principal  y losa en el tramo de acceso.
- Proceso constructivo: voladizos sucesivos en el tramo principal y cimbra en el tramo de acceso.
- Longitud total: 220 m en el tramo principal y 135 m en el tramo de acceso.
- Luces: 60+100+60 m en el tramo principal y 21+3x31+21 en el tramo de acceso.
- Ancho de plataforma: 12,2 m.
- Altura máxima de rasante: 15,0 m.